# De Snep
De Snep is een natuurgebied ten zuidwesten van Beringe.
Het gebied werd bij de aanleg van de Noordervaart in tweeën gedeeld. Het zuidelijk deel, tegenwoordig beheerd door Staatsbosbeheer, is een Peelrestant. Omdat het veen voor turfwinning werd afgegraven, is er een waterrijk gebied ontstaan.
Het waterrijke gebied is niet toegankelijk. Het bos ten oosten ervan wel.
Het noordelijk deel van het gebied werd omgevormd tot bedrijventerrein. In 2011 werd ter hoogte van het vroegere moerasgebied aldaar een natuurcompensatieproject uitgevoerd en werd een ven van 100 bij 180 meter en een bos aangelegd.